# 万木镇
万木镇，原为万木乡，是中华人民共和国重庆市酉阳土家族苗族自治县下辖的一个乡镇级行政单位。2018年撤乡设镇。。区划代码改为500242117。

## 行政区划
万木镇下辖以下地区：
万木村、柜木村、竹元村、桃子村、石桥村、木坪村、黄连村和月亮村。